# Parypsy
Parypsy (ukr. Парипси) – wieś na Ukrainie, w obwodzie żytomierskim, w rejonie popilnianskim, nad Kamjanką. W 2001 roku liczyła 1104 mieszkańców.
Pierwsza wzmianka o miejscowości pochodzi z 1683 roku. 